# مرد حادثه‌آفرین: تعطیلات آدم‌کش
مرد حادثه‌آفرین: تعطیلات آدم‌کش (به انگلیسی: Accident Man: Hitman's Holiday) (همچنین به عنوان: مرد حادثه‌آفرین ۲ نیز شناخته می‌شود)، یک فیلم رزمی اکشن کمدی دلهره‌آور بریتانیایی-آمریکایی که در ۱۴ اکتبر ۲۰۲۲ به صورت ویدئویی منتشر شد. این فیلم توسط جورج و هری کیربی کارگردانی شده‌است و دنباله مستقیم فیلم مرد حادثه‌آفرین (۲۰۱۸) محسوب می‌شود، در این فیلم، فالون (اسکات ادکینز) باید از پسر یک رئیس جنایتکار که هدف ترور است محافظت کند.

## داستان
مرد حادثه آفرین بازگشته است و این بار باید قاتلان برتر جهان را شکست دهد تا از پسر بی‌عرضه یک رئیس مافیا محافظت کند.

## بازیگران
- اسکات ادکینز در نقش مایک فالون/مرد حادثه آفرین
- ری استیونسون در نقش بیگ ری
- پری بنسون در نقش فرد فینیکی
- سارا چنگ در نقش وونگ سیو لینگ
- فلامینیا سینک در نقش خانم زوزر
- بیو فاولر در نقش پوکو دلقک قاتل

## تولید
فیلمبرداری در نوامبر ۲۰۲۱ در مالت آغاز شد، اگرچه همه‌گیری کووید ۱۹ مانعی برای آن بود.